# Damir Čanadi
Damir Čanadi (Vienna, 6 maggio 1970) è un allenatore di calcio ed ex calciatore austriaco, di ruolo centrocampista, tecnico del Velež Mostar.

## Carriera

### Allenatore
Il 7 giugno 2022 viene ufficializzato come nuovo allenatore del Sebenico. Il 24 settembre seguente, dopo dieci giornate di campionato (una vittoria, sette pareggi e due sconfitte), rescinde consensualmente il contratto con i Narančasti. Il 31 gennaio 2023 viene richiamato sulla panchina del club di Sebenico per sostituire Mario Cvitanović.

## Palmarès

### Allenatore
- Erste Liga: 1

Altach: 2013-2014